# Professor Layton en de Erfenis van de Azran
Professor Layton en de Erfenis van de Azran (Professor Layton and the Azran Legacies) is een puzzelavontuur computerspel ontwikkeld door Level-5 en uitgegeven door Nintendo. Het spel verscheen op 8 november 2013 voor de Nintendo 3DS. Dit is het zesde en laatste spel in de hoofdserie van de Professor Layton-spellenreeks. Chronologisch gezien is dit laatste deel in de tweede trilogie het derde spel.

## Spelervaring
Net als in de voorgaande delen moet de speler omgevingen verkennen, puzzels oplossen en mysteries ontrafelen. Het oplossen van puzzels levert picarats op: hoe minder fouten de speler maakt, hoe meer picarats een puzzel oplevert. Voor welke puzzel kunnen drie reguliere hints en één superhint worden gekocht met hintmunten die overal tijdens het verkennen te vinden zijn.
De spelervaring komt overeen met die van Professor Layton en het Masker der Wonderen. Door het vergrootglas over het scherm te slepen kan de speler de omgeving verkennen. Het vergrootglas verandert van kleur wanneer interactie mogelijk is met het object of de personage waar het boven gehouden worden. De 3D-weergave en de puzzels die gebruiken van Nintendo 3DS' gyroscoopfunctionaliteiten zijn wederom aanwezig.
Net als in voorgaande delen heeft Erfenis van de Azran een aantal nieuwe minigames. Nieuwe uitdagingen worden vrijgespeeld door het oplossen van puzzels. De minigames zijn als volgt:
- Modeadviseur: help elke klant aan de perfecte outfit, hoe beter gekleed ze gaan, hoe meer sterren de speler verdient. Er zijn kledingstukken in vijf categorieën die gecombineerd kunnen worden.
- Notenroller: bestuur de eekhoorn en rol noten en stenen in het rond. Maak een goed plan om de kostbare noten van de eekhoorn voorbij de hindernissen in de tent te rollen.
- Bloementuin: het doel is om verschillende bloemen te planten en de verwelkte tuinen weer tot leven te brengen. Plant bloemen en laat de bomen bloeien om een prachtige tuin te creëren, maar pas op voor de giftige paddenstoelen.

Er zijn in totaal 165 puzzels te vinden in het verhaal. Wanneer de speler verbonden is met Nintendo Network zijn er 365 dagelijkse puzzels beschikbaar. Deze puzzels verschenen een jaar lang wekelijks (dus zeven per keer), sinds een jaar na de verschijningsdatum van de game zijn alle dagelijkse puzzels in een keer beschikbaar.

## Verhaal

### Synopsis
Na het ontvangen van een mysterieuze brief waarin wordt beweerd dat er een levende mummie is ontdekt, reizen Layton en zijn team af naar een stad diep in het poolgebied. Daar bevrijden ze een jongedame uit een gevangenis van ijs, wat een groots avontuur in beweging zet. Een luchtschip neemt ze mee naar spectaculaire locaties, op het spoor van de raadsels van eeuwenoude beschavingen.

### Samenvatting

#### Het avontuur
Professor Hershel Layton, zijn assistente Emmy Altava en zijn leerling Luke Triton reizen af naar Frysborg, een ondergesneeuwde stad. Ze zijn uitgenodigd door Professor Desmond Sycamore, die ze op de hoogte heeft gebracht van de ontdekking van een zogenoemde 'levende mummie'. Het drietal bevrijdt Aurora, een meisje dat al sinds de oudheid gevangen zit in het ijs en geen enkele herinnering aan haar verleden heeft. Ze wordt gekidnapt door Leon Bronev, de leider van Targent. Het team weet haar te redden en brengen haar naar een ruïne van de Azran. Daar onthult ze de locatie van de vijf eieren van de Azran, die verspreid liggen over de hele wereld. Deze eieren zijn nodig om bij de erfenis van de Azran te kunnen komen.
Het team keert terug naar Londen om zich voor te bereiden op de wereldreis, waar ze per toeval stuiten op het mysterie van meerdere verdwenen archeologische artefacten. Ze helpen Scotland Yard met het oplossen van de zaak en ontmaskeren inspecteur Leonard Bloom als mol die werkt voor Targent. Daarna begint hun wereldreis en krijgt Aurora delen van haar herinneringen terug. Om de eieren te bemachtigen moeten ze een eilandhoofd aan het lachen zien te krijgen, op een zonnig eiland een populaire traditie van eieren doorgeven zien te begrijpen, een misverstand over een wolf die een woestijn zou aanvallen ophelderen, een vrouw redden die dreigt geofferd te worden aan de goden om wervelwinden te voorkomen én een dorp redden dat wordt geteisterd door een eeuwige slaap. Net als ze alle vijf eieren hebben verzameld, ontdekt Aurora dat een van de eieren is gestolen door Targent en is vervangen door een namaak exemplaar.

#### De ontknoping
Layton en zijn team infiltreren in het hoofdkwartier van Targent en confronteren Bronev om het laatste ei van de Azran terug te krijgen. Met combineren van de vijf eieren van de Azran creëren ze een hoofdsleutel. Aurora krijgt haar geheugen terug en probeert de anderen te waarschuwen voor het gevaar van de erfenis van de Azran, maar op dat moment onthuld Sycamore dat zijn ware identiteit Jean Descole is. Hij steelt de sleutel en slaat op de vlucht. De achtervolgin leidt het team naar de grot waar ze Aurora bevrijdden, waar het team en Descole in een hinderlaag van Bronev lopen. Emmy onthult dat ze een spion voor Bronev is en verraadt Layton. Bronev blijkt haar oom en enige familie te zijn, hij verdwijnt met Aurora en de sleutel in de ruïnes in de grot. Layton en Descole besluiten samen te werken en zetten de achtervolging in om Bronev te stoppen. Wanneer Descole gewond raakt, vindt hij het tijd om te onthullen wie hij is.
Descole vertelt dat hij Laytons oudere broer is en dat zijn naam eigenlijk Hershel is. Hij heeft zijn naam aan zijn broertje gegeven om te zorgen dat de Laytons niet hem, maar zijn broertje adopteerde nadat hun ouders werden ontvoerd. Descole bleef alleen achter. Bronev blijkt hun biologische vader, een archeoloog die langgeleden stuitte op restanten van de Azraanse beschaving. Vlak na die ontdekking werden hij en zijn vrouw ontvoerd door Targent, destijds een soort sekte die geobsedeerd is door oude beschavingen. Bronev werkte zich op naar de top en is sinds het overlijden van zijn vrouw volledig geobsedeerd om de geheimen van de Azran te onthullen. Descole verklaart dat zijn handelen een poging was om Targent te wreken. Layton laat zijn gewonde broer achter.
In het hart van de ruïnes treft Layton Bronev, die Aurora aan het offeren is om de erfenis van de Azran te openen. Er komen duizenden golems tevoorschijn die alles om zich heen beginnen te vernietigen. Aurora onthult dat de golems dienaren waren van de Azran, maar bewust zijn kregen en begonnen met aanvallen. Zij veroorzaakten de ondergang van de Azraanse beschaving. Layton, Luke, Emmy, Descole en Bronev moeten zichzelf offeren in een allerlaatste poging om de huidige beschaving te redden. Met succes, maar ten koste van Aurora die de laatste golem blijkt en samen met de ruïnes vergaat. Descole grijpt zijn kans en vlucht. Nadat iedereen in veiligheid is, wordt Bronev in de boeien geslagen door inspecteur Grosky. Bronev onthuld dat Laytons echte naam Theodore Bronev is. Layton weigert die naam aan te nemen of Bronev als vader te erkennen, maar spreekt de wens uit elkaar ooit als collega-archeologen of als vrienden te mogen ontmoeten.

#### Epiloog
Terug in Londen neemt Emmy ontslag als assistente en belooft dat ze terugkeert zodra ze zichzelf weer in de spiegel kan aankijken. Descole is op de vlucht, samen met zijn assistent Raymond en op zoek naar een nieuw levensdoel. Layton en Luke vertrekken naar het dorp St. Mystere met het plan om daar een nieuw mysterie op te lossen. Hier begint het verhaal van Professor Layton and the Curious Village.

## Personages
De hoofdrollen zijn wederom weggelegd voor Professor Hershel Layton, assistente Emmy Altava en leerling Luke Triton. Zij ontmoeten Professor Desmond Sycamore en zijn assistent Raymond, met wie ze uiteindelijk de hele wereld over reizen om de erfenis van de Azran te vinden. De onbekende rivaal van Jean Descole (die zijn opwachting maakte in de epiloog van Professor Layton en het Masker der Wonderen) blijkt Leon Bronev te heten en de leider van Targent te zijn. Jean Descole maakt voor de derde keer zijn opwachting en onthuld zijn ware identiteit. De 'levende mummie' (het meisje in het ijs) blijkt Aurora te heten en ze sluit zich aan bij het reisgezelschap.
Er keren veel oude bekenden terug, waaronder inspecteur Grosky, inspecteur Chelmey, rechercheur Bloom, Luke Tritons ouders (Clark en Brenda Triton), Hershel Laytons ouders (Lucille en Roland Layton) en Oma Riddleton.

## Rolverdeling
In de aftiteling van het spel worden onderstaande stemacteurs vermeld. Daarbij wordt niet vermeld welk personage of welke personages zij hebben ingesproken. Dit is het eerste spel (en enige in de hoofdserie) waarbij de stem van Luke Triton niet wordt ingesproken door Martina Berne.
| Personage                  | Stemacteur       |
| -------------------------- | ---------------- |
| Hershel Layton             | Jan Elbertse     |
| Luke Triton                | Christa Lips     |
| Emmy Altava                | Birgit Schuurman |
| Leon Bronev                | Marcel Jonker    |
| Jean Descole               | Jan Nonhof       |
| Professor Desmond Sycamore | Jan Nonhof       |
| Overigen                   | Meghna Kumar     |
| Overigen                   | Marjolein Algera |
| Overigen                   | Jurjen van Loon  |
| Overigen                   | Leo Richardson   |
| Overigen                   | Victor van Swaay |